# Klaus Ludwig
Klaus Ludwig (Bonn, 5 ottobre 1949) è un ex pilota automobilistico tedesco.
Ha iniziato la sua carriera negli anni settanta vincendo nel 1979 sia il Campionato Tedesco prototipi (Deutsche Rennsport Meisterschaft - DRM) guidando una Porsche 935 del team Kremer, sia la sua prima 24 Ore di Le Mans.

## Gli esordi
Dopo il debutto nelle gare per vetture turismo al Nürburgring, le prime gare di un certo rilievo disputate da Ludwig sono quelle del DRM a metà degli anni settanta, dapprima con la Ford Escort RS della scuderia Zakspeed, poi con le Porsche 935 dei team GELO Racing e Kremer con cui partecipa anche al Campionato Mondiale Marche, per poi tornare per la stagione 1980 con la Zakspeed nel DRM e nell IMSA alla guida delle Ford Capri Turbo e Ford Mustang Turbo, due vetture silhouette appartenenti rispettivamente al Gruppo 5 e alla omologa categoria IMSA GTX.

## Sport prototipi
Il rapporto con la Ford continua anche quando questa a partire dal 1981, sempre mediante la Zakspeed, schiera nel Mondiale Marche lo sportprototipo Ford C100, spinto da un motore Cosworth DFL da 3,9 litri e prosegue nel campionato IMSA con i prototipi Ford Mustang GTP e Ford Mustang Probe, dove corre per il Grande ovale blu fino al termine della stagione 1986.
Intanto in Europa, a partire dal 1983 alternava gli impegni con la Ford a gare disputate con la Porsche 956 del Joest Racing, una scuderia privata tedesca che in quegli anni era profondamente legata alla Porsche. Nel 1984 e nel 1985, vince nuovamente la classica maratona automobilistica francese guidando la Porsche 956 del Joest Racing. Considerando la gara di Le Mans e gli sport prototipi in generale troppo pericolosi, soprattutto dopo le tragiche scomparse di piloti a lui vicini come Manfred Winkelhock e Stefan Bellof avvenute nell'estate del 1985 a tre settimane l'una dall'altra su vetture simili a quella da lui pilotata, decide di gareggiare nelle gare per vetture turismo, pur continuando al contempo a correre coi prototipi Porsche sia in Europa che negli U.S.A. fino alla stagione 1988 (anno in cui vince la 12 Ore di Sebring), limitandosi nel 1989 a disputare solo la classica gara americana di Daytona.

## Vetture Turismo

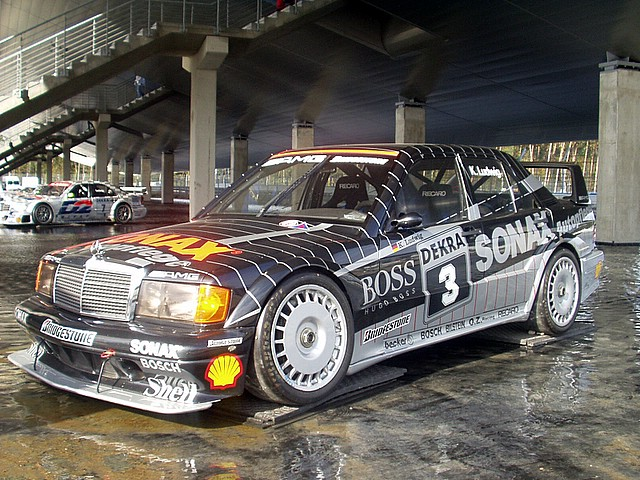
La Mercedes 190 da lui pilotata nel 1992

Partecipa quindi al Campionato del mondo turismo 1987 guidando per la Ford la Ford Sierra RS500 e termina il campionato al 2º posto ad un solo punto di distacco dal vincitore Roberto Ravaglia su BMW M3. Successivamente corre nel Deutsche Tourenwagen Meisterschaft (DTM), dove diventa campione nel 1988 ancora alla guida di una Sierra RS 500.
Passato alla Mercedes-Benz vince il titolo piloti DTM nel 1992 e nel 1994, dove conquista il titolo all'ultima gara presso l'autodromo di Singen, grazie al compagno di squadra Asch che sperona di proposito il suo rivale in campionato Nannini.

## Vetture Gran Turismo
Sempre con il team Mercedes-AMG guida per 2 anni nel Campionato FIA GT nel quale diviene campione nel 1998 insieme a Ricardo Zonta su Mercedes-Benz CLK-LM, dopo di che annuncia il suo ritiro dalle corse.
Tuttavia nel giugno del 1999, ritorna e vince la 24 Ore del Nürburgring sulla Nordschleife guidando una Dodge Viper.

## Gli ultimi successi e il ritiro
Quando nel 2000 viene rifondato il DTM, si ripresenta al via della serie vincendo una delle prove di campionato all'età di 50 anni, poi annuncia un nuovo ritiro.

Nel 2004 e nel 2005 ha partecipato alla 24 Ore del Nürburgring su Porsche 996 GT2 Bi-Turbo. Nel 2006 ha corso nuovamente con una Porsche 911 GT3, terminando secondo ad un solo giro di distacco dai vincitori.

## Palmarès
- Vincitore della 24 Ore di Le Mans: 1979, 1984, 1985
- Vincitore della 12 Ore di Sebring: 1988
- Campione Deutsche Rennsport Meisterschaft: 1979, 1981
- Campione DTM: 1988, 1992, 1994
- Campione del mondo FIA GT: 1998